# Погодинская улица
Пого́динская у́лица расположена в центре Москвы в Хамовниках между 2-м переулком Тружеников и Новодевичьим проездом.

## История

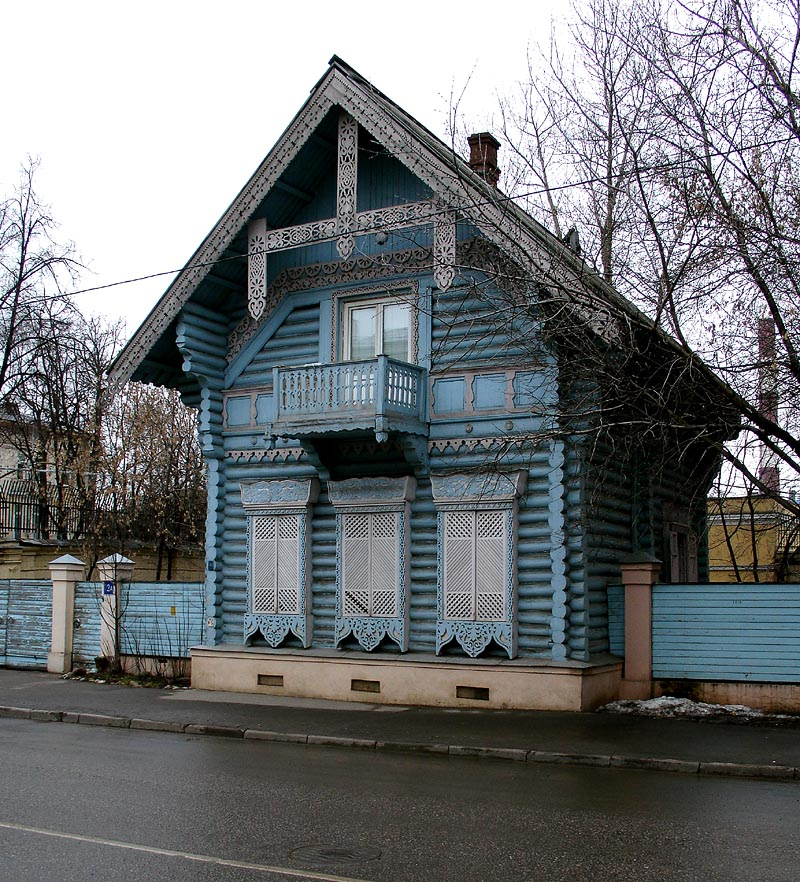
Погодинская изба

Образовалась в 1890-х годах на окраине Девичьего поля. Название получила по существовавшей здесь усадьбе, которую в 1835 году приобрел историк Михаил Петрович Погодин (1800—1875). Во дворе усадьбы он построил знаменитую Погодинскую избу в русском стиле, украшенную узорной резьбой.

## Описание
Погодинская улица берёт начало от 2-го переулка Тружеников  вблизи выхода последнего на Плющиху и проходит на юго-запад параллельно Большой Пироговской улице, справа к ней примыкают Большой и Малый Саввинские переулки, а напротив последнего — Абрикосовский. Заканчивается, выходя на Новодевичий проезд. Нумерация домов начинается со стороны 2-го переулка Тружеников.

## Примечательные здания и сооружения
По нечётной стороне:
По чётной стороне:
- № 2/3, стр. 1, 3 — Жилые дома посёлка Погодинская (1927, архитекторы Н. Волков, В. Бибиков, Островский).[2]
- № 6, стр. 1 — здание Московской контрольной палаты (1896, архитектор А. Е. Вебер; 1910, архитектор И. С. Кузнецов)[1]. План владения разработан в 1893 году архитектором Ф. Н. Кольбе. С 1930-х годов здание занимает Московский научно-исследовательский онкологический институт имени П. А. Герцена[3]. В 1956 году перед зданием установлен памятник-бюст микробиологу и эпидемиологу Н. Ф. Гамалее (скульпторы С. Я. Ковнер, Н. А. Максимченко, архитектор Е. П. Вулых)[1].
- № 10, стр. 1 — ФГБУ «Центр стратегического планирования и управления медико-биологическими рисками здоровью» ФМБА России. Основан в 1931 году.
- № 10, стр. 8 — Институт биомедицинской химии имени В. Н. Ореховича.
- № 12 — Посольство Ирака. Комплекс зданий построен в 1958 году для посольства Албании по проекту, разработанному в институте «Моспроект» и Специальном архитектурно-конструкторском бюро. Автор проекта — архитектор А. Сурис, главный конструктор — инженер А. Рудский. Оформлением интерьеров занимались архитекторы Я. Закарьян, Н. Кузнецова и З. Чернопыжский[4].
- № 12а — Погодинская изба (1856, архитектор Н. В. Никитин)
- № 16 — Особняк (1901, архитектор А. О. Гунст)
- № 18, 20, 22 — здания городской усадьбы начала XIX века. В 1860—1900 годах в зданиях размещалась суконная фабрика братьев Ганешиных[1].